# Радченко, Григорий Павлович
Григорий Павлович Радченко (укр. Григорій Павлович Радченко; 1 февраля 1890, село Дар-Надежда, Полтавская губерния — 23 ноября 1940, Магаданская область) — украинский советский научный деятель, организатор кинопроизводства, дипломат.

## Биография
Родился в семье зажиточного крестьянина (отец имел 60 десятин земли).
Получил высшее образование, окончив медицинский факультет Московского университета. По специальности – санитарный врач. За революционную работу, которой начал заниматься еще студентом, был отправлен рядовым в армию, Участник Первой мировой войны. В это же время вступил в Партию большевиков.
После Октябрьской революции был направлен на подпольную работу на Украину.
В Киеве в 1919 г. арестован деникинской контрразведкой и около месяца находился в тюрьме, откуда его освободили части Красной Армии под командованием Антонова-Овсеенко.
Делегат VIII съезда РКП(б).
В 1923—1925 годах — председатель Зиновьевского (Елисаветградского) окружного исполнительного комитета
С мая 1925 по февраль 1927 года - ректор Харьковского медицинского института.
В 1927-1929 гг. - начальник Главного управления профессионального образования (Главпрофобр) Народного комиссариата просвещения Украинской ССР.
В 1929—1930 гг. — директор Киевской кинофабрики.
В 1930 - 1933 гг. - генеральный консул СССР в Польше (Львов).
В мае 1935 года был арестован органами НКВД. Обвинялся в "принадлежности к контрреволюционной организации УВО-ОУН; будучи консулом СССР во Львове был связан с заграничным центром этой организации и по его заданию проводил контрреволюционную работу в Украине. Выдавал визы на въезд в СССР террористам, ехавшим для организации террора над ответственными руководителями Советской власти”.
Был осужден на 3 года с отбытием наказания в Беломоро-Балтийском лагере “с содержанием на островах”. В ноябре 1938 г. без предъявления нового обвинения осужден еще на 5 лет.
23 ноября 1940 года умер на Колыме.
В 1957 году посмертно реабилитрован.